# Enric d'Antioquia-Poitiers
Enric de Antioquia-Poitiers (1198/1217 - 18/27 de juny de 1276), conegut alternativament com a Enric de Poitiers o Enric d'Antioquia, fou el fill de Bohemon IV d'Antioquia, príncep d'Antioquía i la seva primera esposa Plasència Embriaco del Gibelet.
El 1233 Enrique es va casar amb Isabel d'Antioquia, filla d'Hug I de Xipre i Alícia de Xampanya. El 1263 la seva esposa va ser nomenada regent de Jerusalem i, al seu torn va designar a Enric batlle del regne.
Enric i Isabel van tenir dos fills:
- Hug III de Xipre (1235-1284), també Hug I de Jerusalem.[3]
- Margarita d'Antioquia (aprox. 1244-1308), casada el 1268 amb Joan de Montfort (+1283) però no van tenir fills. Després es va convertir en una monja a Xipre, i va ser enterrada a Nicòsia.

Els seus fills van adoptar el cognom matern de «Lusignan», fundant la Segona Casa de Lusignan.
Enric es va ofegar a la mar enfront de Tir al juny de 1276 mentre navegava cap a Trípoli en un vaixell alemany. El seu cos va ser recuperat i, després de la mort d'Hug III, tots dos van ser retornats a Nicòsia per ser enterrats.